# Perzów (przystanek kolejowy)
Perzów – przystanek kolejowy w Perzowie, w województwie wielkopolskim, w Polsce. Znajduje się na linii 181. Herby Nowe – Oleśnica.